# Paura in volo
Paura in volo (Crashpoint - 90 Minuten bis zum Absturz) è un film per la televisione del 2009 diretto da Thomas Jauch.

## Trama
Durante il decollo, un aereo entra in collisione con un altro in fase di atterraggio, che aveva perso il controllo a causa della presenza di un veicolo impiegato dai tecnici elettricisti per la riparazione dell'illuminazione delle piste. I piloti si mettono subito in contatto con la torre di controllo per segnalare l'incidente. Nel frattempo, i comandi dell'aereo risultano bloccati e non c'è modo di sbloccarli. Viene quindi suggerito di riavviare i computer di bordo, e la situazione sembra stabilizzarsi. Tuttavia, l'aereo è a rischio di schiantarsi nel centro di Berlino, e le autorità militari prendono in considerazione l'opzione di abbatterlo. Il progettista del velivolo, intanto, propone di sbloccare uno dei meccanismi situati nella parte posteriore dell'aereo. I piloti e alcuni passeggeri tentano di intervenire per riparare la parte meccanica, ma il primo pilota, due passeggeri e un'assistente di volo perdono la vita. Nonostante ciò, il secondo pilota, con l'aiuto di un'assistente di volo, riesce a far atterrare l'aereo in un campo di grano.